# 二郎駅
二郎駅（にろうえき）は、兵庫県神戸市北区有野町二郎字細にある、神戸電鉄三田線の駅。駅番号はKB24。標高176 m。

## 歴史
- 1928年（昭和3年）12月18日：神戸有馬電気鉄道の三田線開通と同時に開業[1]。
- 1947年（昭和22年）1月9日：三木電気鉄道との合併により、神有三木電気鉄道（現在の神戸電鉄）の駅となる。
- 1979年（昭和54年）4月1日：読み方を「にろ」から「にろう」に変更[1]。

## 駅構造

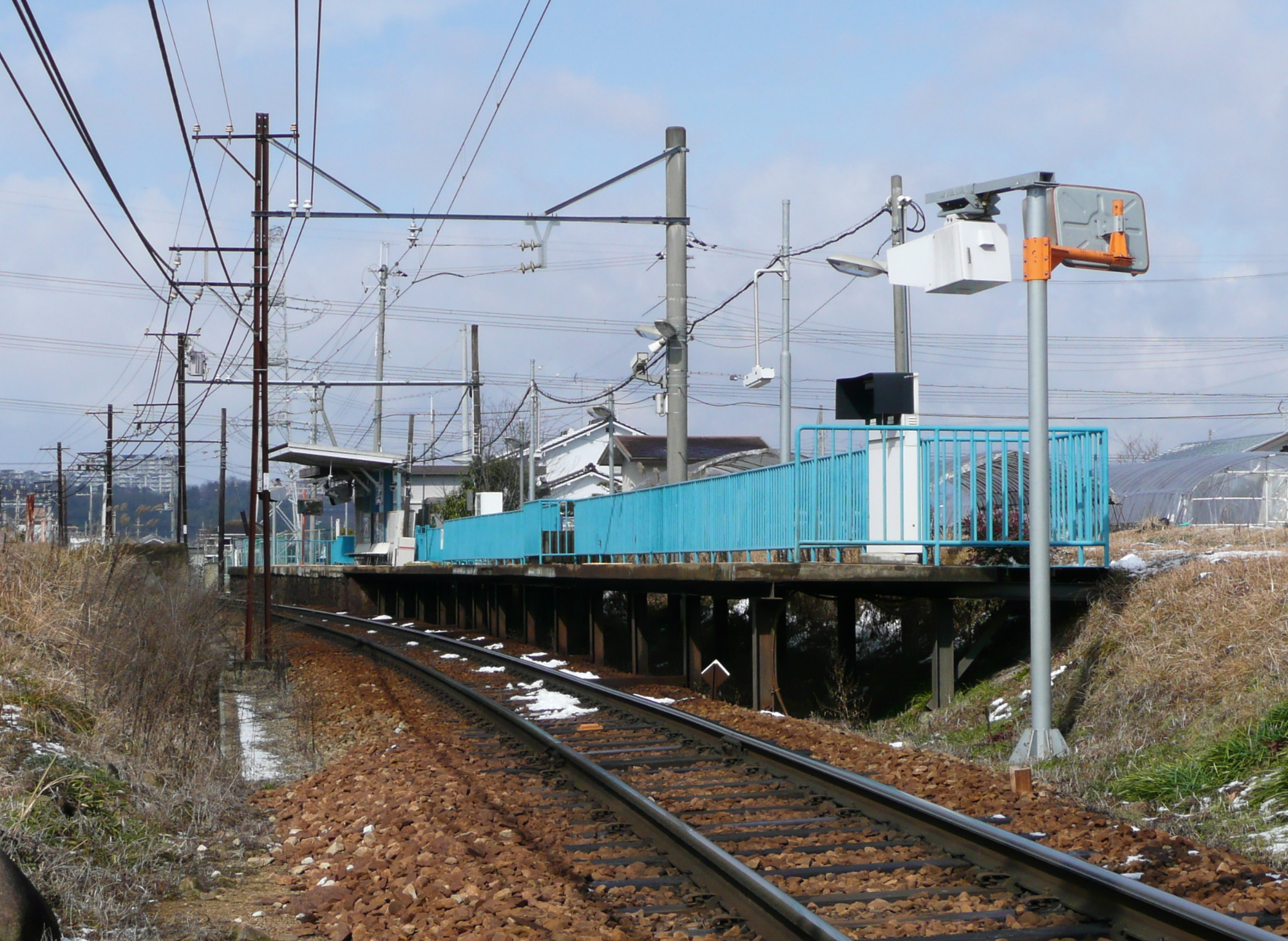
ホーム（改札外より、2008年2月）

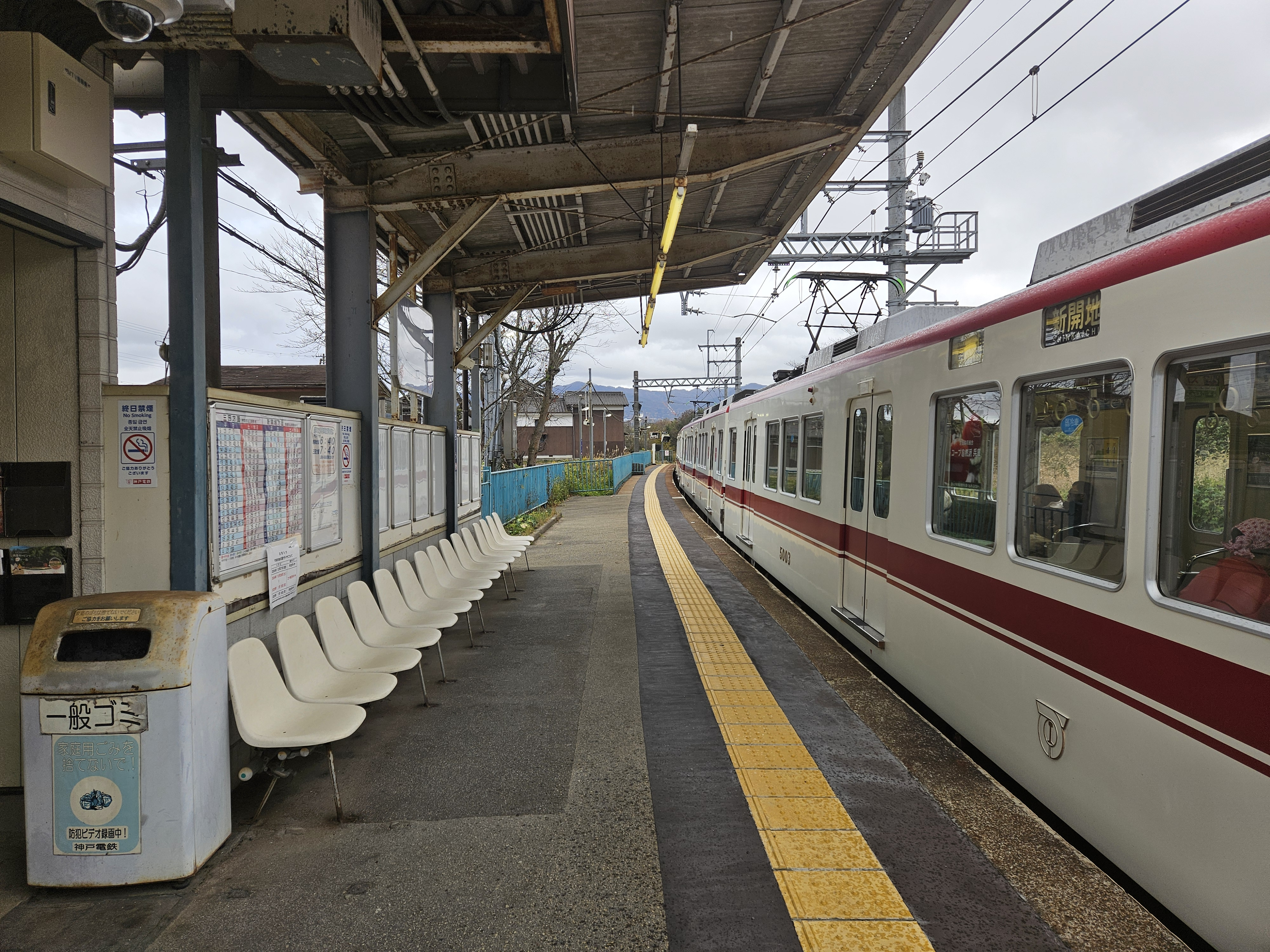
ホーム（改札内より、2024年12月）

単式1面1線のホームを持つ地平駅。駅舎はホーム三田寄りにある。沿線光ネットワークに接続された駅務遠隔システムが導入されており、センター駅から自動券売機、自動改札機、自動精算機、TVカメラ、インターホン、シャッターが遠隔操作される。そのため駅員巡回駅となっており、構内売店等もない。以前は駅付近のパン屋で割引乗車券の委託販売を実施していたが、2025年7月時点では既に行われていない。

## ダイヤ
毎時4本が発着する。平日朝の上りに限っては特快速が運転される。また、夕ラッシュ時には下り急行なども運転される。なお、利用客数は著しく少ないものの、過去に特急が通過していた以外ではこの駅を通過する種別は存在しない。

## 利用状況
1日あたりの乗車人員 97人（2022年度）
近年の1日平均乗車人員は下表のとおりである。
| 年度               | 1日平均 乗車人員 |
| ------------------ | ---------------- |
| 2008年（平成20年） | 96               |
| 2009年（平成21年） | 90               |
| 2010年（平成22年） | 90               |
| 2011年（平成23年） | 82               |
| 2012年（平成24年） | 90               |
| 2013年（平成25年） | 93               |
| 2014年（平成26年） | 93               |
| 2015年（平成27年） | 98               |
| 2016年（平成28年） | 101              |
| 2017年（平成29年） | 107              |
| 2018年（平成30年） | 107              |
| 2019年（令和元年） | 104              |
| 2020年（令和02年） | 82               |
| 2021年（令和03年） | 85               |
| 2022年（令和04年） | 97               |

## 駅周辺
駅周辺には田園風景が広がるが北側に新名神高速道の高架が東西に貫いている。春にはイチゴ狩りができる施設が多くある。
- 北神戸田園スポーツ公園
  - あじさいスタジアム北神戸
- 兵庫県道15号神戸三田線（有馬街道）
- 神戸ジャンクション（中国自動車道と山陽自動車道、新名神高速道路のジャンクション）

## 隣の駅
神戸電鉄
■三田線
■特快速（新開地行のみ運転）・■急行・■準急・■普通
田尾寺駅 (KB23) - 二郎駅 (KB24) - 道場南口駅 (KB25)